# Жермињи су Кулом
Жермињи су Кулом (фр. Germigny-sous-Coulombs) је насељено место у Француској у региону Париски регион, у департману Сена и Марна.
По подацима из 2011. године у општини је живело 203 становника, а густина насељености је износила 30,99 становника/km².

## Демографија
| 1962. | 1968. | 1975. | 1982. | 1990. | 2011. |
| ----- | ----- | ----- | ----- | ----- | ----- |
| 141   | 128   | 105   | 109   | 147   | 203   |